# Doborovci
Doborovci su naseljeno mjesto u sastavu općine Gračanica, Federacija Bosne i Hercegovine, BiH.

## Stanovništvo
| Doborovci          |                |                |                |
| godina popisa      | 1991.          | 1981.          | 1971.          |
| Muslimani          | 1.950 (97,54%) | 1.908 (97,24%) | 1.620 (98,90%) |
| Srbi               | 8 (0,40%)      | 3 (0,15%)      | 8 (0,48%)      |
| Hrvati             | 2 (0,10%)      | 3 (0,15%)      | 7 (0,42%)      |
| Jugoslaveni        | 4 (0,20%)      | 19 (0,96%)     | 1 (0,06%)      |
| ostali i nepoznato | 35 (1,75%)     | 29 (1,47%)     | 2 (0,12%)      |
| ukupno             | 1.999          | 1.962          | 1.638          |

## Šport
Od 2004. održava se Memorijalni malonogometni turnir "Senad Korkutović – Korkut".